# 三野博幸
三野 博幸（みの ひろゆき、1982年5月31日 - ）は、日本の実業家。映画プロデューサー。演劇プロデューサー。プロダーツプレイヤー。DJ。兵庫県神戸市出身。日本大学卒。187cm。利腕：左。ダーツプレイヤー活動時のプレイヤネームは「アルファ」。DJ活動時はDJ ALPHA名義。

## 来歴
- 2002年
  - 日本大学在学中、20歳の時にALPHA GROUP設立。同社、同グループ会長就任
  - 飲食店プロデュース業開始。人材派遣業開始。
  - ロゴデザイン・広告デザイン事業開始。
- 2004年
  - OA機器リース業開始。同年閉鎖。
- 2006年
  - プロデュースしていた飲食店の閉店に伴い、事業内容・経営方針を転換。
  - ダーツ倶楽部アルファ設立。 渋谷・新宿を中心に精力的に初心者講習会(会員数約100名)、アルファトーナメント(毎月1回)を開催。
  - ADAJ TOURNAMENT IN TOKYO ベスト4
- 2007年
  - Bee SHIBUYA在籍中にJDA（日本ダーツ協会）公認プロとなる。
  - JDAプロテスト合格後にソフトダーツプロトーナメント｢PERFECT｣参戦。
  - ダーツ倶楽部アルファ初心者講習会中に自身初のカウントアップ1200点（ブルパーフェクト）達成。
  - 過度の練習により、利き手の左手首の腱鞘炎となる。約2か月間のギブス生活と、約2か月間の療養によって、2007年はその後の｢PERFECT｣ツアー不参加。
- 2008年
  - 映画｢Happyダーツ｣ (2008年11月公開) に日本のトッププレイヤー達と共に友情出演。
  - 腱鞘炎が完治しないまま年間12戦中6戦に参加するも、結果は去年度からランキングを下げ、年間ランキング58位に終わる。
- 2010年
  - 2008年最終戦以降、｢PERFECT｣ツアー不参戦。自社以外、全てのスポンサーと契約更新せず、事実上のツアープロ引退。
  - ダーツ関連事業は継続しつつも、事業内容・経営方針を転換。

## 関連作品
2023年 
- 舞台『ヨツバリベンジ』渋谷 伝承ホール (企画/原案/総合監修/プロデューサー)

2022年 
- 映画『近江商人、走る！』（キャスティング）
- 映画『鬼が笑う』(プロデューサー）

- 舞台『ヨツバニオドレ』渋谷 伝承ホール (企画/原案/総合監修/プロデューサー)
- 舞台『Zodiac Candy』中野 MOMO (キャスティング協力)

2021年 
- 舞台『サクラニオドレ』渋谷 伝承ホール (企画/原案/総合監修/プロデューサー)

2020年 
- 舞台『盆栽』渋谷 伝承ホール (総合監修/プロデューサー）
- 舞台『戦国絵巻～相馬野馬追 恋の道行～』渋谷 伝承ホール (共同製作)
- 舞台『星の数ほど星に願いを』紀伊國屋サザンシアター TAKASHIMA (撮影/編集)
- 舞台『エグジスタンス』渋谷 伝承ホール (共同製作)

2019年 
- 『静の国物語』(キャスティング協力)

2008年 
- 映画『Happyダーツ』

2007年 
- ドラマ『花ざかりの君たちへ〜イケメン♂パラダイス〜』

雑誌 
2006年〜2009年  
- 「PERFECT MAGAZINE」
- 「PHOENIX FAN」

1993年〜2004年  
- 「Men's egg」 (ファッション誌)
- 「MEN'S CLUB」 (ファッション誌)
- 「smart」 (ファッション誌)
- 「street Jack」 (ファッション誌)
- 「CHOKiCHOKi(チョキチョキ)」
- 「Kobe Walker(神戸ウォーカー)」 (情報誌)
- 「関西じゃらん」 (情報誌)

広告 
- 「ダイエー」

## ダーツ セッティング
- バレル : PRISMA ALPHA(アルファ)
- シャフト: L-Shaft Silent White
- フライト: R4X ALPHA(アルファ)
- チップ : L-style Lippoint

## 主なスポンサー（ダーツ）
- ビーリンク
- ALPHA GROUP
- ダーツ倶楽部アルファ
- R4X
- 3G DESIGN FACTORY

## 参照
- PERFECT アーカイブ
- PERFECT 2008 大会結果
- ｢Happyダーツ｣ 公式ブログ
- PHOENIX FAN Vol.7  教えてプロ！Q&A
- PERFECT MAGAZINE VOL.2
- PERFECT MAGAZINE VOL.3
- PERFECT MAGAZINE VOL.4
- 舞台『盆栽』公式サイト
- 舞台『サクラニオドレ』公式サイト
- 舞台『ヨツバニオドレ』公式サイト
- 舞台『Zodiac Candy』公式サイト
- 映画『鬼が笑う』公式サイト
- 映画『近江商人、走る！』公式サイト